# Albatros D.II
Die Albatros D.II der Albatros Flugzeugwerke (Werksbezeichnung L17) war neben dem in nur geringer Stückzahl gebauten D.I der deutsche Standardjäger in der Zeit von September 1916 bis Anfang 1917.

## Entwicklung
Die Albatros D.II unterschied sich nur geringfügig von ihrem Vorgänger Albatros D.I: N-förmige, nach außen gespreizte Mittelstreben anstelle des zentralen Verstrebungsturms trugen nunmehr die obere Tragfläche, was deren Höhe absenkte und so dem Piloten eine deutlich bessere Sicht nach oben vorn ermöglichte. Diese Absenkung ermöglichte es auch, die bei der D.I und den ersten D.II verwendeten aerodynamisch ungünstigen Windhoff-Seitenkühler ab November durch Teeves & Braun-Tragflächenkühler zu ersetzen, die so modifizierten Flugzeuge wurden hin und wieder auch als D.IIa bezeichnet. Ansonsten blieb die Konstruktion unverändert, so dass die Produktion nahtlos fortgesetzt werden konnte.
200 Flugzeuge wurden von Albatros und weitere 75 in Lizenz von der LVG hergestellt. Sie erschienen ab Oktober 1916 an der Front und wurden an die Jasta 2 sowie die neu aufgestellte Jasta 11 geliefert. Im Januar 1917 befanden sich bereits 214 D.II im Fronteinsatz. Gleichzeitig fertigte Oeffag ebenfalls in Lizenz 20 Albatros D.II als Serie 53 für die k.u.k. Luftfahrttruppen. Oeffag verwendete dazu den Austro-Daimler-Motor mit 185 PS.

## Einsatz

### Einsatz allgemein
Die Albatros D.II bewährte sich im Verbund der neu gebildeten Jagdstaffeln, wo sie zusammen mit der D.I allmählich die noch vorhandenen Fokker D.II und Halberstadt D-Typen ablöste. Wie ihr Vorgänger D.I verfügte die D.II über zwei über dem Motor montierte lMG 08/15 und damit über eine den alliierten Flugzeugen überlegene Feuerkraft. Die gegenüber der D.I getroffenen Verbesserungen wurden dagegen auch mit einigen Einschränkungen erkauft: Die Flugdauer verringerte sich um ca. 20 Minuten auf 1:30h, die Steiggeschwindigkeit nahm ab, die D.II brauchte ca. 50 Sekunden länger, um 1000 m Höhe zu erreichen.
Das stabile und wendige Flugzeug trug wesentlich dazu bei, dass die Alliierten ihre Lufthoheit an der Westfront verloren.
Die Albatros D.II im Leistungsvergleich
| Name          | Motorstärke | max. Geschwindigkeit | Startmasse | MG | Gipfelhöhe |
| ------------- | ----------- | -------------------- | ---------- | -- | ---------- |
| Albatros D.II | 160 PS      | 175 km/h             | 888 kg     | 2  | 6000 m     |
| Sopwith Pup   | 100 PS      | 171 km/h             | 556 kg     | 1  | 5600 m     |
| Nieuport 17   | 110 PS      | 164 km/h             | 560 kg     | 1  | 5350 m     |
| Albatros D.I  | 160 PS      | 175 km/h             | 898 kg     | 2  | 6000 m     |

### Flugzeuge im Fronteinsatz
Im Januar 1917 lief jedoch die Produktion der Albatros D.III an, die die D.II ab Frühjahr 1917 sukzessive ablöste. Im Mai waren nur noch die Hälfte davon vorhanden und im November 1917 waren nur noch 20 Albatros D.I und II im Einsatz.
| Monat          | Einsatzzahl |
| -------------- | ----------- |
| September 1916 | 1           |
| November 1916  | 28          |
| Januar 1917    | 214         |
| März 1917      | 150         |
| Mai 1917       | 107         |
| Juli 1917      | 72          |
| September 1917 | 44          |
| November 1917  | 11          |
| Januar 1918    | 6           |
| März 1918      | 2           |
| Mai 1918       | 2           |
| Juli 1918      | 2           |
| September 1918 | 2           |

## Technische Daten
| Kenngröße             | Daten                                                                                          |
| --------------------- | ---------------------------------------------------------------------------------------------- |
| Besatzung             | 1                                                                                              |
| Länge                 | 7,33 m                                                                                         |
| Spannweite            | 8,50 m (oben) 8,00 m (unten)                                                                   |
| Höhe                  | 2,64 m                                                                                         |
| Flügelfläche          | 24,50 m²                                                                                       |
| Leermasse             | 637 kg                                                                                         |
| max. Startmasse       | 888 kg                                                                                         |
| Höchstgeschwindigkeit | 175 km/h auf NN                                                                                |
| Dienstgipfelhöhe      | 6000 m                                                                                         |
| Steigzeit auf 1000 m  | 4:50 min                                                                                       |
| Steigzeit auf 2000 m  | 9:30 min                                                                                       |
| Steigzeit auf 3000 m  | 12:40 min                                                                                      |
| Steigzeit auf 5000 m  | 37:10 min                                                                                      |
| Flugdauer             | 1:30 h                                                                                         |
| max. Reichweite       | 230 km                                                                                         |
| Triebwerk             | ein wassergekühlter 6-Zylinder-Reihenmotor Mercedes D III mit 160 PS (ca. 120 kW) Nennleistung |
| Bewaffnung            | 2 7,92-mm-MG 08/15 starr nach vorn, je 500 Schuss                                              |